# 穆拉 (穆拉省)

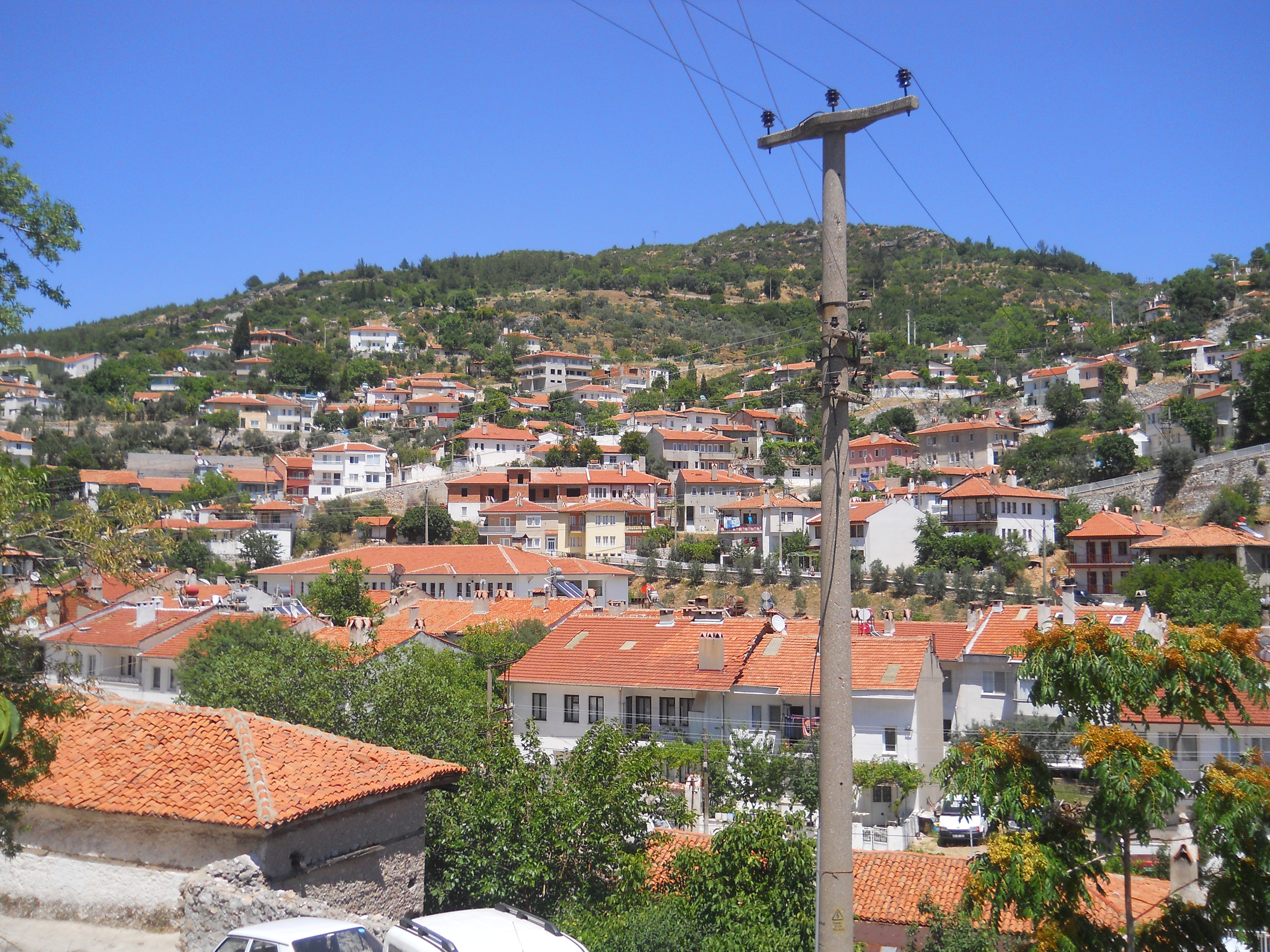
穆拉

穆拉是土耳其的城鎮，也是穆拉省的首府，位於該國西南部，面積1,582平方公里，海拔高度660米，受地中海氣候影響，每年平均降雨量1,157毫米，2007年人口61,550。

## 外部連結
- Datca City Guide （页面存档备份，存于）
- local information （土耳其文）
- Mugla guide （页面存档备份，存于）
- Photographs and information about Muğla, Turkey guide （页面存档备份，存于）
- Pictures of the city （页面存档备份，存于）
- Mugla- Akyaka beaches （页面存档备份，存于）
- Datça Panoramic Guide